# Astipaleia
Astipaleia ou Astypalaia (em grego:  Αστυπάλαια) é uma ilha grega do arquipélago do Dodecaneso, no mar Egeu.
Tem cerca de 1300 habitantes, 18 km de comprimento e 13 km de largura, com área de 96 km². É uma das doze ilhas principais do Dodecaneso. A cidade principal é Astipaleia, na parte oeste da baía sul. Tem um pequeno aeroporto. Há muitas igrejas e capelas e conservam-se as ruínas de antigos templos, bem como de colunas e outros restos.
Astipaleia tem ligações por ferry com o Pireu e com outras ilhas do Dodecaneso e aéreas com Atenas.
A ilha é formada por duas massas de rocha unidas no centro por um istmo. Antigamente foi possessão da Cária e chamava-se Pirra, e mais tarde Pilea. Na mitologia grega, Astipaleia foi uma mulher seduzida por Posidão na forma de um leão-marinho alado com cauda.
Foi colónia de Mégara, e Ovídio menciona-a como uma das ilhas sujeitas a Minos (Creta). Tinha bons portos e posição central. Durante o Império Romano foi uma cidade livre. Os romanos utilizaram a ilha como base estratégica contra os piratas.
Em 1207 foi cedida a Veneza pelo imperador latino e dada em feudo à família Querini. O ramo que governou a ilha era o Querini-Estampalia. Em 1522 os otomanos ocuparam Rodes e depois (1537) foi ocupada a ilha de Astipaleia. De 1646 a 1668, durante a guerra de Creta ou Candia, a ilha voltou a estar sob influência veneziana, mas no final permaneceu em mãos otomanas. Sob estes teve grande autonomia, sob o paxá de Rodes, a quem pagava um pequeno tributo anual de 9500 piastras.
De 1821 a 1828 uniu-se aos revoltosos durante a guerra de independência da Grécia. 
Em 1912 foi cedida à Itália e fez parte do território do Dodecaneso. Em 1947, depois da Segunda Guerra Mundial, foi transferida para a Grécia juntamente com o resto do arquipélago.

## Ilha sustentável
Em 2020 a Volkswagen assinou um contrato com o governo Grego para transformar a mobilidade da ilha, substituindo os veículos a combustão por veículos elétricos. Ao executivo grego cabe a função de substituir os geradores a gasóleo da ilha por aparelhos mais recentes, alimentados com energias renováveis.
O objetivo é tornar Astypalea numa ilha verde e autossuficiente em termos energéticos e prevê um investimento de dez milhões de dólares.
Durante os próximos anos, a Volkswagen irá substituir os 1.500 veículos existentes por cerca de mil carros e motas elétricas que poderão ser partilhados. A empresa alemã vai também criar 230 postos de abastecimento elétrico.